# Paraplectonema canadianum
Paraplectonema canadianum is een rondwormensoort uit de familie van de Leptolaimidae. De wetenschappelijke naam van de soort is voor het eerst geldig gepubliceerd in 1968 door Hopper.